# Piero Mazzocchetti
Piero Mazzocchetti (* 23. März 1978 in Pescara) ist ein italienischer Sänger und Pianist.

## Leben
Piero Mazzocchetti wurde in Pescara geboren. Mit sechs Jahren kam er in die Schule und nahm Klavierunterricht, im Alter von dreizehn Jahren gab er kleinere Konzerte in Bars und Kneipen seiner Heimat. Während er am Konservatorium Klavier studierte, dauerte es mit der Stimmausbildung noch ein paar Jahre, die er dem katholischen Priester, in dessen Chor er zusammen mit seiner Zwillingsschwester sang, verdankte. 1996 nahm ihn Emma Raggi Valentini, die auch Luciano Pavarotti ausgebildet hatte, als Schüler auf. Bald darauf gewann Mazzocchetti seine ersten Gesangswettbewerbe.
1998 kam er zum ersten Mal nach Deutschland und spielte in München in einem italienischen Restaurant. Dort lernte er den Fußballspieler Mario Basler kennen, mit dem er sich anfreundete. Durch ihn kam er mit dem Sportmanager Roger Wittmann in Kontakt, der ihn schließlich unter Vertrag nahm und ihm den Produzenten Leslie Mandoki vermittelte. Mazzocchetti nahm eine Platte auf und trat mit seiner Duettpartnerin Lyn Liechty und dem Stück L’eternità am 25. September 1999 vor dem Boxkampf Wladimir Klitschko gegen Axel Schulz auf. Sein gleichnamiges Album kam in die Hitparaden und er wurde die nächsten Monate in zahlreiche Fernsehsendungen eingeladen. Er sang in den Top of the Pops und in der Carreras-Gala, in Volksmusiksendungen und in Talkshows.
Der Erfolg hielt jedoch nicht an. Sein Entdecker Wittmann baute 2004 ein neues, professionelles Team um seinen Schützling herum auf. Im ersten Halbjahr komponierte und textete er mit seinem Co-Autor Marco Marrone. Unter Hinzuziehung von Werner Becker nahmen die beiden in Pescara, Rom und Hamburg ein Dutzend Titel auf. Daraus resultierte das Album Amore mio, das im September 2004 erschien und seinen Einstand bei EMI markierte. Er lernte zudem intensiv Deutsch und sang seitdem sowohl in Italienisch als auch in Deutsch.
Beim Sanremo-Festival 2007 erreichte der in seiner Heimat bis dahin praktisch unbekannte Sänger mit Schiavo d’amore den dritten Platz.

## Diskografie

### Alben
- 1999 L’eternità
- 2002 Parole nuove
- 2004 Amore mio
- 2007 Schiavo d’amore

### Singles
- 1999 L’eternità
- 2004 Ciao mio amor